# San Antonio, Atlántida
San Antonio är en ort i Honduras.   Den ligger i departementet Atlántida, i den centrala delen av landet, 170 km norr om huvudstaden Tegucigalpa. San Antonio ligger 98 meter över havet och antalet invånare är 1 151.
Terrängen runt San Antonio är kuperad söderut, men norrut är den platt. Terrängen runt San Antonio sluttar norrut. Runt San Antonio är det ganska glesbefolkat, med 31 invånare per kvadratkilometer. Närmaste större samhälle är La Masica, 4,0 km nordost om San Antonio. 